# Хрест «За Порт-Артур»
Хрест «За Порт-Артур» (Хрест за оборону Порт-Артура) — затверджений як нагрудний знак до десятої річниці початку оборони фортеці — 14 січня 1914 року.
Було два різновиди цього знака: срібний для нагородження офіцерського складу і світло-бронзовий для нижніх чинів.
Кінці хреста (42х42 мм) поширені на зразок Георгіївського, але зі схрещеними в центрі мечами (руків'ями вниз); у розетці, стилізованій під шестибастіонний багатокутник фортеці, на білій емалі зображений чорний силует ескадреного броненосця з добре помітними бортовими гарматами. На двох горизонтальних кінцях хреста вміщені великі опуклі написи: на лівому — «ПОРТ», на правому — «АРТУР»; на обороті знака є штифт для кріплення його одяг.
Зустрічаються подібні хрести і зі світлої бронзи, які дещо відрізняються від вищеописаного. Вони не мають у розетці емалі, корабель на них зображений у профіль (правим бортом).